# 대한민국의 보물 (1990년대 후반)

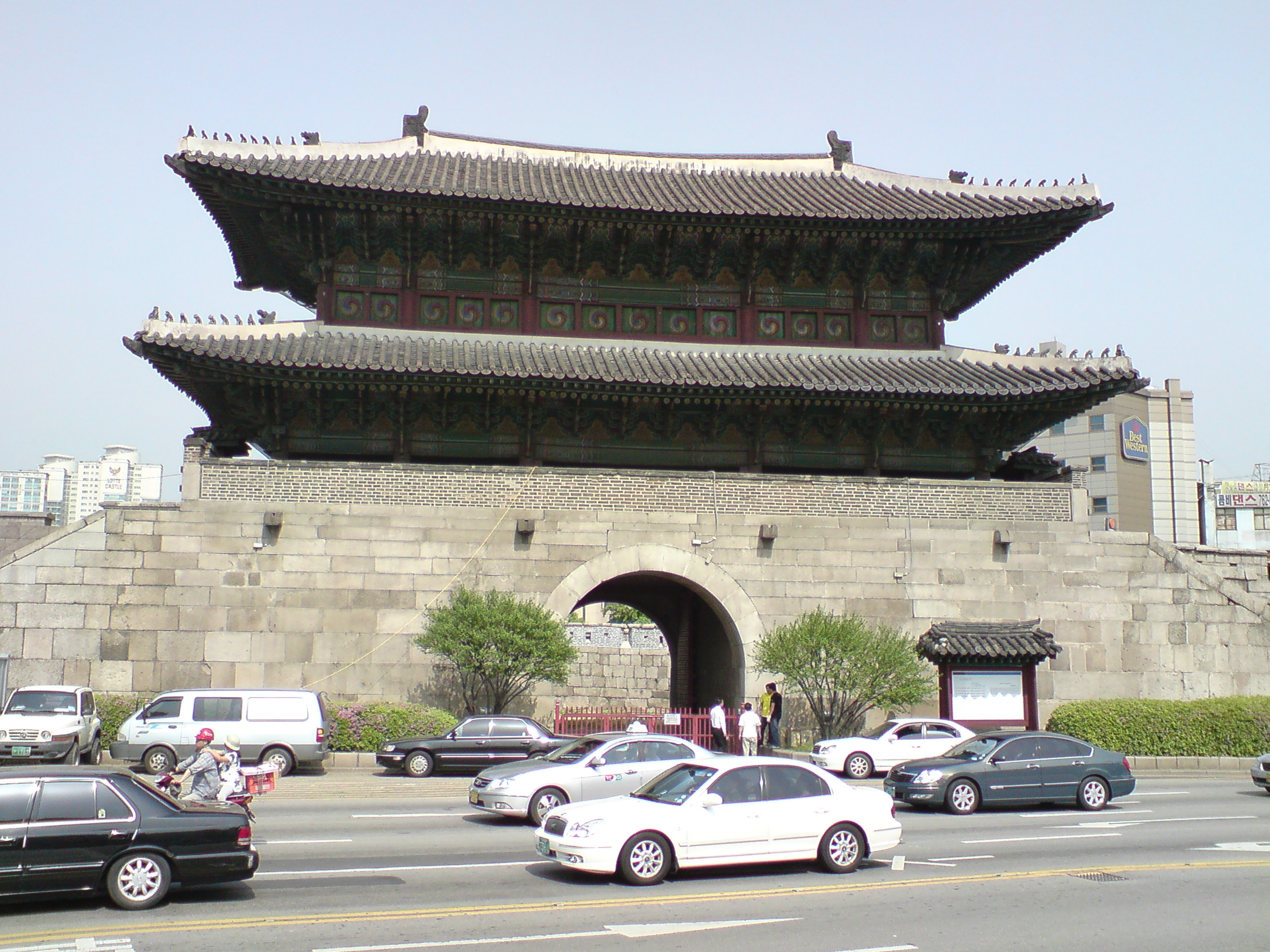
보물 제1호 흥인지문

대한민국의 보물(大韓民國 寶物)은 목조 건축물, 석조 건축물, 전적류, 서적류, 고문서, 회화, 조각류, 공예품, 고고자료, 무구(巫具) 등 대한민국의 유형문화재 가운데 중요한 것을 국가에서 지정한 것이다. 국보와 보물의 중요성과 가치 우열을 가리기는 어렵지만, 국보급의 문화재가 그 분야, 그 시대를 대표하는 유일무이한 것이라면 보물급에 속하는 문화재는 그와 유사한 문화재로서 대한민국 문화를 대표하는 유물이라고 할 수 있다.

## 지정 목록

### 1995년 지정
| 번호     | 사진 | 명칭 | 소재지                                                                 | 관리자 (단체)           | 지정일                                           | 참조 |
| 1213호   |      | 밀양 천황사 석조비로자나불좌상 (密陽 天皇寺 石造毘盧遮那佛坐像) (Stone Seated Vairocana Buddha of Cheonhwangsa Temple, Miryang)                                                                                          | 경남 사천시                                                            | 최＊＊＊ (백＊＊＊ )    | 1995년 1월 10일 지정, 2010년 8월 25일 명칭 변경  |      |
| 1214호   |      | 파계사영산회상도 (把溪寺靈山會上圖) (Buddhist Painting of Pagyesa Temple (The Vulture Peak Assembly)) | 대구 동구 파계로 741, 파계사 (중대동)                                  | 파계사                  | 1995년 1월 10일 지정                             |      |
| 1215-1호 |      | 이색초상-목은영당본 (李穡肖像-牧隱影堂本) (Portraits of Yi Saek) | 서울 종로구 종로5길 76 (수송동)                                        | 목＊＊＊                | 1995년 3월 14일 지정                             |      |
| 1215-2호 |      | 이색초상-영모영당본 (李穡肖像-永慕影堂本) (Portraits of Yi Saek) | 충남 부여군                                                            | 한***(국***)            | 1995년 3월 14일 지정                             |      |
| 1215-3호 |      | 이색초상-누산영당본 (李穡肖像-樓山影堂本) (Portraits of Yi Saek) | 충남 예산군                                                            | 한***(한***)            | 1995년 12월 11일 지정                            |      |
| 1215-4호 |      | 이색초상-대전영당본 (李穡肖像-大田影堂本) (Portraits of Yi Saek) | 대전 유성구                                                            | 한*** (대***)           | 1995년 12월 11일 지정                            |      |
| 1216호   |      | 손소초상 (孫昭 肖像) (Portraits of Yi Saek) (Portrait of Son So) | 경기 성남시 분당구 하오개로 323, 한국학중앙연구원 (운중동)             | 한국학중앙연구원        | 1995년 3월 10일 지정                             |      |
| 1217호   |      | 신편산학계몽 권중 (新編算學啓蒙 卷中) (Sinpyeon sanhak gyemong (Introduction to Arithmetic), Volume 2 of 3) | 서울 서대문구 충정로9길 10-10, (재)아단문고 (충정로2가)                | (재)아단문고            | 1995년 4월 3일 지정                              |      |
| 1218호   |      | 둔촌잡영 (遁村雜詠) (Dunchon jabyeong (Collected Works of Yi Jip)) | 서울 서대문구 충정로9길 10-10, (재)아단문고 (충정로2가)                | (재)아단문고            | 1995년 4월 3일 지정                              |      |
| 1219-1호 |      | 대방광원각수다라료의경 권상1의2,하1의1~2의2 (大方廣圓覺修多羅了義經 卷上一之二,下一之一~二之二) (Mahavaipulya purnabudha Sutra (The Complete Enlightenment Sutra), Part 1-2 of Volume 1 and Part 1-1 to 2-2 of Volume 2) | 서울 서대문구 충정로 9길 10-10 (재)아단문고                            | (재)아단문고            | 1995년 4월 3일 지정                              |      |
| 1220호   |      | 명안공주관련유물 (明安公主關聯遺物) (Relics Related to Princess Myeongan) | 강원 강릉시 율곡로3139번길 24, 오죽헌시립박물관 (죽헌동)               | 오죽헌시립박물관        | 1995년 6월 23일 지정                             |      |
| 1221호   |      | 김진초상 (金璡 肖像) (Portrait of Kim Jin) | 경북 안동시 도산면 퇴계로 1997 한국국학진흥원                          | 한국국학진흥원          | 1995년 7월 19일 지정                             |      |
| 1222-1호 |      | 법집별행록절요병입사기 (法集別行錄節要幷入私記) (Beopjip byeolhaengnok jeoryo byeongipsagi (Excerpts from the Dharma Collection and Special Practice Records with Personal Notes))                                       | 강원 원주시                                                            | (주)한솔제지            | 1995년 7월 19일 지정, 2013년 11월 13일 번호 변경 |      |
| 1223호   |      | 집주금강반야바라밀경 권하 (集註金剛般若波羅蜜經 卷下) (Annotated Vajracchedika prajnaparamita Sutra (The Diamond Sutra), Volume 2)                                                                                       | 강원 원주시                                                            | (주)한솔제지            | 1995년 7월 19일 지정                             |      |
| 1224호   |      | 불조삼경 (佛祖三經) (Buljo samgyeong (The Three Sutras)) | 강원 원주시                                                            | (주)한솔제지            | 1995년 7월 19일 지정                             |      |
| 1225호   |      | 묘법연화경 권7(언해) (妙法蓮華經 卷七(諺解)) (Saddharmapundarika Sutra (The Lotus Sutra), Korean Translation, Volume 7)                                                                                                  | 경기 김포시 승가로 123 (풍무동,중앙승가대학)                           | 중앙승가대학            | 1995년 7월 19일 지정                             |      |
| 1226호   |      | 조흡 고신왕지 (曺恰 告身王旨) (Royal Edict of Appointment Issued to Jo Heup) | 서울 노원구 공릉동 사서함 77-1호 육군박물관                            | 육군사관학교 육군박물관 | 1995년 7월 19일 지정                             |      |
| 1227호   |      | 식물본초 (食物本草) (Singmul boncho (Pharmacopeia)) | 인천 연수구 청량로102번길 40-9, 가천박물관 (옥련동,가천박물관)         | 가천박물관              | 1995년 7월 19일 지정                             |      |
| 1228호   |      | 청자 음각용문 주전자 (靑磁 陰刻龍文 注子) (Celadon Ewer with Incised Dragon Design) | 서울 용산구 이태원로55길 60-16, 삼성미술관 리움 (한남동)               | 삼성미술관 리움         | 1995년 12월 4일 지정                             |      |
| 1229호   |      | 분청사기 음각연화문 편병 (粉靑沙器 陰刻蓮花文 扁甁) (Buncheong Flat Bottle with Incised Lotus Design) | 서울 용산구 이태원로55길 60-16, 삼성미술관 리움 (한남동)               | 삼성미술관 리움         | 1995년 12월 4일 지정                             |      |
| 1230호   |      | 백자 상감연화당초문 병 (白磁 象嵌蓮花唐草文 甁) (White Porcelain Bottle with Inlaid Lotus and Scroll Design) | 경기 용인시 처인구 포곡읍 에버랜드로562번길 38, 호암미술관 (가실리)    | 호암미술관              | 1995년 12월 4일 지정                             |      |
| 1231호   |      | 백자 철화운죽문 항아리 (白磁 鐵畵雲竹文 壺) (White Porcelain Jar with Cloud and Bamboo Design in Underglaze Iron) | 서울 용산구 이태원로55길 60-16, 삼성미술관 리움 (한남동)               | 삼성미술관 리움         | 1995년 12월 4일 지정                             |      |
| 1232호   |      | 진주청곡사목조제석천·대범천의상 (晋州靑谷寺木造帝釋天·大梵天倚像) (Wooden Seated Indra and Brahma of Cheonggoksa Temple, Jinju)                                                                                          | 경남 합천군 가야면 해인사길 122, 해인사성보박물관 (치인리)             | 해인사성보박물관        | 1995년 12월 4일 지정                             |      |
| 1233호   |      | 현자총통 (玄字銃筒) (Hyeonja Chongtong Gun) | 경남 진주시 남농로 136, 국립해양유물전시관 (용해동,국립해양유물전시관) | 국립진주박물관          | 1995년 12월 4일 지정                             |      |

### 1996년 지정
| 번호     | 사진 | 명칭 | 소재지                                                         | 관리자 (단체)        | 지정일                                          | 참조 |
| 1234호   |      | 의방유취 권201 (醫方類聚 卷二百一) (Uibang yuchwi (Classified Collection of Medical Prescriptions), Volume 201)                                      | 충북 음성군 대소면 대풍산단로 78, 한독의약박물관 (대풍리)      | 한독의약박물관       | 1996년 1월 19일 지정                            |      |
| 1235호   |      | 향약제생집성방 권4~5 (鄕藥濟生集成方 卷四~五) (Hyangyak jesaeng jipseongbang (Collection of Native Prescriptions for Saving Lives), Volumes 4 and 5) | 충북 음성군 대소면 대풍산단로 78, 한독의약박물관 (대풍리)      | 한독의약박물관       | 1996년 1월 19일 지정                            |      |
| 1236-1호 |      | 구급간이방 권6 (救急簡易方 卷六) (Gugeup ganibang (Prescriptions for Emergency Treatment), Volume 6)                                                 | 충북 음성군 대소면 대풍산단로 78, 한독의약박물관 (대풍리)      | 한독의약박물관       | 1996년 1월 19일 지정                            |      |
| 1236-2호 |      | 구급간이방 권6 (救急簡易方 卷六) (Gugeup ganibang (Prescriptions for Emergency Treatment), Volume 6)                                                 | 서울 강서구 허준로 87, 허준박물관 (가양동)                     | 허준박물관           | 2006년 1월 17일 지정                            |      |
| 1237호   |      | 밀성박씨 삼우정파 종중 고문서 (密城朴氏 三友亭派 宗中 古文書) (Documents of the Samujeong Branch of the Milseong Bak Clan)                           | 대구 수성구 청호로 321, 국립대구박물관 (황금동,국립대구박물관) | 밀성박씨삼우종파종중 | 1996년 1월 19일 지정                            |      |
| 1238호   |      | 아미타여래도 (阿彌陀如來圖) (Painting of Amitabha Buddha)                                                                                            | 경기 용인시 처인구 용인대학로 134, 수장고 (삼가동)             | 용인대학교           | 1996년 4월 4일 지정                             |      |
| 1239호   |      | 감로탱화 (甘露幀畵) (Painting of Buddha Giving a Sermon)                                                                                             | 경기 용인시 명동길 48, 1302호 (명동2가,청휘빌딩)               | 용인대학교           | 1996년 4월 4일 지정                             |      |
| 1240호   |      | 묘법연화경 권3~4 (妙法蓮華經 卷三~四) (Saddharmapundarika Sutra (The Lotus Sutra), Volumes 3 and 4)                                                  | 경남 양산시 하북면 통도사로 108, 통도사 성보박물관 (지산리)    | 통도사성보박물관     | 1996년 4월 4일 지정                             |      |
| 1241호   |      | 예념미타도량참법 권6~10 (禮念彌陀道場懺法 卷六~十) (Yenyeom mita doryang chambeop (Contrition in the Name of Amitabha Buddha), Volumes 6-10)         | 경북 김천시 대항면 북암길 89, 직지사 성보박물관 (운수리)       | 직지사 성보박물관    | 1996년 4월 4일 지정                             |      |
| 1242호   |      | 합천 해인사 길상탑 (陜川 海印寺 吉祥塔) (Gilsangtap Pagoda of Haeinsa Temple, Hapcheon)                                                              | 경남 합천군 가야면 해인사길 85, 해인사 (치인리)                | 해인사               | 1996년 5월 29일 지정, 2010년 12월 27일 명칭변경 |      |
| 1243호   |      | 완주 송광사 대웅전 (完州 松廣寺 大雄殿) (Daeungjeon Hall of Songgwangsa Temple, Wanju)                                                               | 전북 완주군 소양면 송광수만로 255-16, 송광사 (대흥리)          | 송광사               | 1996년 5월 29일 지정                            |      |
| 1244호   |      | 완주 송광사 종루 (完州 松廣寺 鍾樓) (Bell Tower of Songgwangsa Temple, Wanju)                                                                        | 전북 완주군 소양면 송광수만로 255-16, 송광사 (대흥리)          | 송광사               | 1996년 5월 29일 지정                            |      |

### 1997년 지정
| 번호     | 사진 | 명칭 | 소재지                                                         | 관리자 (단체)    | 지정일                                                                           | 참조 |
| 1245호   |      | 백범일지1929년(상권)1943년(하권) (白凡逸志一九二九年(上卷)一九四三年(下卷)) (Baekbeom ilji (Diary of Kim Gu), Volumes 1 (1929) and 2 (1943))                                       | 서울 용산구 임정로 26, 백범기념관 (효창동)                     | 김 신            | 1997년 6월 12일 지정                                                             |      |
| 1246호   |      | 천안 광덕사 감역교지 (天安 廣德寺 減役敎旨) (Royal Edict of Labor Exemption Issued to Gwangdeoksa Temple, Cheonan)                                                                 | 충남 천안시 동남구 광덕면 광덕사길 30 (광덕리)                 | 광덕사           | 1997년 6월 12일 지정                                                             |      |
| 1247호   |      | 천안 광덕사 조선사경 (天安 廣德寺 朝鮮寫經) (Joseon Transcription of Buddhist Sutras in Gwangdeoksa Temple, Cheonan)                                                               | 충남 천안시 동남구 광덕면 광덕사길 30 (광덕리)                 | 광덕사           | 1997년 6월 12일 지정                                                             |      |
| 1247-1호 |      | 천안 광덕사 조선사경-백지묵서부모은중경 및 불설장수감죄제동자다라니경 (天安 廣德寺 朝鮮寫經-白紙墨書父母恩重經 및 佛說長壽減罪諸重子陀羅尼經) ()                                   | 충남 천안시 광덕면 광덕리 640 광덕사                           | 광덕사           | 1997년 6월 12일 지정                                                             |      |
| 1247-2호 |      | 천안 광덕사 조선사경-백지묵서묘법연화경 권1, 3, 5, 6 ,7 (天安 廣德寺 朝鮮寫經-白紙墨書 妙法蓮華經卷一, 三, 五, 六, 七) ()                                                          | 충남 천안시 광덕면 광덕리 640 광덕사                           | 광덕사           | 1997년 6월 12일 지정                                                             |      |
| 1247-3호 |      | 천안 광덕사 조선사경-백지묵서불설장수멸죄제동자다라니경 및 대승기신론 (天安 廣德寺 朝鮮寫經-白紙墨書佛說長壽滅罪諸童子陀羅尼經 및 大乘起信論) ()                                   | 충남 천안시 광덕면 광덕리 640 광덕사                           | 광덕사           | 1997년 6월 12일 지정                                                             |      |
| 1248호   |      | 대불정여래밀인수증료의보살만행수능엄경 권1~4 (大佛頂如來密因修證了義諸菩薩萬行首楞嚴經 卷一~四) (Shurangama Sutra (The Sutra of the Heroic One), Volumes 1-4)                      | 서울 관악구 남부순환로152길 53, 호림박물관 (신림동,호림박물관) | 호림박물관       | 1997년 6월 12일 지정                                                             |      |
| 1249호   |      | 간이벽온방(언해) (簡易辟瘟方(諺解)) (Gani byeogonbang (Simple Prescriptions to Prevent Epidemics), Korean Translation)                                                             | 인천 연수구 청량로102번길 40-9, 가천박물관 (옥련동,가천박물관) | 가천박물관       | 1997년 6월 12일 지정                                                             |      |
| 1250호   |      | 세의득효방 권10~11 (世醫得效方 卷十~十一) (Seui deukhyobang (Efficacious Remedies of the Physicians), Volumes 10 and 11)                                                           | 인천 연수구 청량로102번길 40-9, 가천박물관 (옥련동,가천박물관) | 가천박물관       | 1997년 6월 12일 지정                                                             |      |
| 1251호   |      | 금강반야바라밀경 (金剛般若波羅蜜經<卷第一>) | 전남 장흥군 유치면 봉덕리 45 보림사                            | 보림사           | 1997년 6월 12일 지정, 2002년 8월 5일 해제, 보물 제772-3호로 지정번호 및 명칭변경 |      |
| 1252호   |      | 상교정본자비도량참법 권9~10 (詳校正本慈悲道場懺法 卷九~十) (Jabi doryang chambeop (Repentance Ritual of the Great Compassion), Revised Version, Volumes 9 and 10)                  | 전남 장흥군 유치면 봉덕리 45 보림사                            | 보림사           | 1997년 6월 12일 지정                                                             |      |
| 1253호   |      | 해인사 동종 (海印寺 銅鍾) (Bronze Bell of Haeinsa Temple) | 경남 합천군 가야면 해인사길 122, 해인사 (치인리)               | 해인사성보박물관 | 1997년 6월 12일 지정                                                             |      |
| 1254호   |      | 장흥 보림사 목조사천왕상 (長興 寶林寺 木造四天王像) (Wooden Four Guardian Kings of Borimsa Temple, Jangheung)                                                                      | 전남 장흥군 유치면 봉덕리 45 보림사                            | 보림사           | 1997년 6월 12일 지정                                                             |      |
| 1255호   |      | 완주 송광사 소조사천왕상 (完州 松廣寺 塑造四天王像) (Clay Four Guardian Kings of Songgwangsa Temple, Wanju)                                                                        | 전북 완주군 소양면 대흥리 569 송광사                           | 송광사           | 1997년 6월 12일 지정                                                             |      |
| 1256호   |      | 칠장사삼불회괘불탱 (七長寺三佛會掛佛幀) (Hanging Painting of Chiljangsa Temple (Buddha Triad))                                                                                     | 경기 안성시 죽산면 칠장로 399-18, 칠장사 (칠장리)              | 칠장사           | 1997년 8월 8일 지정                                                              |      |
| 1257호   |      | 청룡사영산회괘불탱 (靑龍寺靈山會掛佛幀) (Hanging Painting of Cheongnyongsa Temple (The Vulture Peak Assembly))                                                                     | 경기 안성시 서운면 청룡길 140, 청룡사 (청용리)                 | 청룡사           | 1997년 8월 8일 지정                                                              |      |
| 1258호   |      | 보살사영산회괘불탱 (菩薩寺靈山會掛佛幀) (Hanging Painting of Bosalsa Temple (The Vulture Peak Assembly))                                                                           | 충북 청주시 상당구 용암동 7 보살사                             | 보살사           | 1997년 8월 8일 지정                                                              |      |
| 1259호   |      | 법주사괘불탱 (法住寺掛佛幀) (Hanging Painting of Beopjusa Temple) | 충북 보은군 속리산면 법주사로 405, 법주사 (사내리)             | 법주사           | 1997년 8월 8일 지정                                                              |      |
| 1260호   |      | 마곡사석가모니불괘불탱 (麻谷寺釋迦牟尼佛掛佛幀) (Hanging Painting of Magoksa Temple (Sakyamuni Buddha))                                                                            | 충남 공주시 사곡면 마곡사로 966, 마곡사 (운암리)               | 마곡사           | 1997년 8월 8일 지정                                                              |      |
| 1261호   |      | 광덕사노사나불괘불탱 (廣德寺蘆舍那佛掛佛幀) (Hanging Painting of Gwangdeoksa Temple (Rocana Buddha))                                                                               | 충남 천안시 동남구 광덕면 광덕사길 30 (광덕리)                 | 광덕사           | 1997년 8월 8일 지정                                                              |      |
| 1262호   |      | 용봉사영산회괘불탱 (龍鳳寺靈山會掛佛幀) (Hanging Painting of Yongbongsa Temple (The Vulture Peak Assembly))                                                                        | 충남 홍성군 홍북읍 신경리 산80 용봉사                          | 용봉사           | 1997년 8월 8일 지정                                                              |      |
| 1263호   |      | 수덕사노사나불괘불탱 (修德寺蘆舍那佛掛佛幀) (Hanging Painting of Sudeoksa Temple (Rocana Buddha))                                                                                  | 충남 예산군 덕산면 사천리 20 수덕사                            | 수덕사           | 1997년 8월 8일 지정                                                              |      |
| 1264호   |      | 개심사영산회괘불탱 (開心寺靈山會掛佛幀) (Hanging Painting of Gaesimsa Temple (The Vulture Peak Assembly))                                                                          | 충남 서산시 운산면 개심사로 321-86, 개심사 (신창리)            | 개심사           | 1997년 8월 8일 지정                                                              |      |
| 1265호   |      | 무량사미륵불괘불탱 (無量寺彌勒佛掛佛幀) (Hanging Painting of Muryangsa Temple (Maitreya Buddha))                                                                                   | 충남 부여군 외산면 무량로 203, 무량사 (만수리)                 | 무량사           | 1997년 8월 8일 지정                                                              |      |
| 1266호   |      | 금당사괘불탱 (金塘寺掛佛幀) (Hanging Painting of Geumdangsa Temple) | 전북 진안군 마령면 동촌리 41 금당사                            | 금당사           | 1997년 8월 8일 지정                                                              |      |
| 1267호   |      | 안국사영산회괘불탱 (安國寺靈山會掛佛幀) (Hanging Painting of Anguksa Temple (The Vulture Peak Assembly))                                                                           | 전북 무주군 적상면 괴목리 산184-1 안국사                       | 안국사           | 1997년 8월 8일 지정                                                              |      |
| 1268호   |      | 내소사영산회괘불탱 (來蘇寺靈山會掛佛幀) (Hanging Painting of Naesosa Temple (The Vulture Peak Assembly))                                                                           | 전북 부안군 진서면 내소사로 243, 내소사 (석포리)               | 내소사           | 1997년 8월 8일 지정                                                              |      |
| 1269호   |      | 개암사영산회괘불탱및초본 (開巖寺靈山會掛佛幀및草本) (Hanging Painting and the Sketch of Gaeamsa Temple (The Vulture Peak Assembly))                                                | 전북 부안군 상서면 개암로 248, 개암사 (감교리)                 | 개암사           | 1997년 8월 8일 지정                                                              |      |
| 1270호   |      | 은해사괘불탱 (銀海寺掛佛幀) (Hanging Painting of Eunhaesa Temple) | 경북 영천시 청통면 청통로 951, 은해사 (치일리)                 | 은해사           | 1997년 8월 8일 지정                                                              |      |
| 1271호   |      | 수도사노사나불괘불탱 (修道寺蘆舍那佛掛佛幀) (Hanging Painting of Sudosa Temple (Rocana Buddha))                                                                                    | 경북 영천시 신녕면 치산리 311 수도사                           | 수도사           | 1997년 8월 8일 지정                                                              |      |
| 1272호   |      | 불영사영산회상도 (佛影寺靈山會上圖) (Buddhist Painting of Buryeongsa Temple (The Vulture Peak Assembly))                                                                           | 경북 울진군 서면 불영사길 48, 불영사 (하원리)                  | 불영사           | 1997년 8월 8일 지정                                                              |      |
| 1273호   |      | 해인사영산회상도 (海印寺靈山會上圖) (Buddhist Painting of Haeinsa Temple (The Vulture Peak Assembly))                                                                              | 경남 합천군 가야면 해인사길 122, 해인사 (치인리)               | 해인사           | 1997년 8월 8일 지정                                                              |      |
| 1274호   |      | 완주 송광사 소조석가여래삼불좌상 및 복장유물 (完州 松廣寺 塑造釋迦如來三佛坐像 및 腹藏遺物) (Clay Seated Sakyamuni Buddha Triad and Excavated Relics of Songgwangsa Temple, Wanju) | 전북 완주군 송광사/ 복장유물: 김제시 금산사 성보박물관         | 송광사           | 1997년 8월 8일 지정                                                              |      |

### 1998년 지정
| 번호     | 사진 | 명칭 | 소재지                                                             | 관리자 (단체)  | 지정일                                           | 참조 |
| 1275호   |      | 인제 한계사지 남 삼층석탑 (麟蹄 寒溪寺址 南 三層石塔) (South Three-story Stone Pagoda at Hangyesa Temple Site, Inje)                             | 강원 인제군 북면 한계리 90-4                                       | 인제군         | 1998년 4월 6일 지정, 2010년 12월 27일 명칭변경   |      |
| 1276호   |      | 인제 한계사지 북 삼층석탑 (麟蹄 寒溪寺址 北 三層石塔) (North Three-story Stone Pagoda at Hangyesa Temple Site, Inje)                             | 강원 인제군 북면 한계리 산1-67                                     | 인제군         | 1998년 4월 6일 지정, 2010년 12월 27일 명칭변경   |      |
| 1277호   |      | 동해 삼화사 삼층석탑 (東海 三和寺 三層石塔) (Three-story Stone Pagoda of Samhwasa Temple, Donghae)                                               | 강원 동해시 무릉로 584 (삼화동)                                    | 삼화사         | 1998년 4월 6일 지정, 2010년 12월 27일 명칭변경   |      |
| 1278호   |      | 북장사영산회괘불탱 (北長寺靈山會掛佛幀) (Hanging Painting of Bukjangsa Temple (The Vulture Peak Assembly))                                       | 경북 상주시 내서면 북장리 38 북장사                                | 북장사         | 1998년 6월 29일 지정                             |      |
| 1279호   |      | 죽림사세존괘불탱 (竹林寺世尊掛佛幀) (Hanging Painting of Jungnimsa Temple (Sakyamuni Buddha))                                                    | 전남 나주시 남평읍 풍림리 산1 죽림사                               | 죽림사         | 1998년 6월 29일 지정                             |      |
| 1280호   |      | 포항 오어사 동종 (浦項 吾魚寺 銅鍾) (Bronze Bell of Oeosa Temple, Pohang)                                                                        | 경북 포항시 남구 오천읍 오어로 1, 오어사 (항사리)                  | 오어사         | 1998년 6월 29일 지정                             |      |
| 1281-1호 |      | 자치통감 권236~238 (資治通鑑 卷二百三十六~二百三十八) (Jachi tonggam (Comprehensive Mirror for Aid in Government), Volumes 236-238)              | 서울 용산구 서빙고로 137, 국립중앙박물관 (용산동6가)               | 국립중앙박물관 | 1998년 6월 29일 지정                             |      |
| 1282호   |      | 최유련개국원종공신록권 (崔有漣開國原從功臣錄券) (Certificate of Meritorious Subject Issued to Choe Yu-ryeon)                                     | 서울 성동구 상원12길 36, 4층 (성수동1가,현대인쇄)                  | 강릉최씨대종회 | 1998년 6월 29일 지정                             |      |
| 1283호   |      | 영암 월출산 용암사지 삼층석탑 (靈巖 月出山 龍巖寺址 三層石塔) (Three-story Stone Pagoda at Yongamsa Temple Site in Wolchulsan Mountain, Yeongam) | 전남 영암군 영암읍 회문리 산26-8                                   | 영암군         | 1998년 8월 8일 지정, 2010년 12월 27일 명칭변경   |      |
| 1284호   |      | 공주 청량사지 오층석탑 (公州 淸凉寺址 五層石塔) (Five-story Stone Pagoda at Cheongnyangsa Temple Site, Gongju)                                   | 충남 공주시 반포면 동학사1로 346 (학봉리)                          | 동학사         | 1998년 9월 15일 지정, 2010년 12월 27일 명칭변경  |      |
| 1285호   |      | 공주 청량사지 칠층석탑 (公州 淸凉寺址 七層石塔) (Seven-story Stone Pagoda at Cheongnyangsa Temple Site, Gongju)                                  | 충남 공주시 반포면 동학사1로 346 (학봉리)                          | 동학사         | 1998년 9월 15일 지정                             |      |
| 1286호   |      | 수월관음도 (水月觀音圖) (Painting of Avalokitesvara Bodhisattva)                                                                                 | 경기 용인시 처인구 용인대학로 134, 수장고 (삼가동)                 | 용인대학교     | 1998년 10월 10일 지정                            |      |
| 1287호   |      | 지장보살삼존도 (地藏菩薩三尊圖) (Painting of Ksitigarbha Bodhisattva Triad)                                                                      | 서울 종로구 자하문로36길 16-5, A동 7호 (청운동,한일인텔빌라아파트) | 김영무         | 1998년 10월 10일 지정                            |      |
| 1288호   |      | 여수 타루비 (麗水 墮淚碑) (Tarubi Monument, Yeosu)                                                                                               | 전남 여수시 고소3길 13 (고소동)                                    | 여수시         | 1998년 12월 4일 지정                             |      |
| 1289호   |      | 이윤손 유서 (李允孫 諭書) (Royal Confidential Order Issued to Yi Yun-son)                                                                        | 서울 중랑구                                                        | 이영옥         | 1998년 12월 18일 지정, 2010년 12월 27일 명칭변경 |      |
| 1290호   |      | 진산세고 (晉山世稿) (Jinsan sego (Collected Works of the Three Generations of Jinsan))                                                           | 서울 강서구                                                        | 박영돈         | 1998년 12월 18일 지정                            |      |
| 1291호   |      | 대악후보 (大樂後譜) (Daeak hubo (Later Edition of Scores of the Great Music))                                                                    | 서울 서초구 남부순환로 2364, 국립국악원 (서초동,예술의전당)        | 국립국악원     | 1998년 12월 18일 지정                            |      |
| 1292호   |      | 동해 삼화사 철조노사나불좌상 (東海 三和寺 鐵造盧舍那佛坐像) (Iron Seated Rocana Buddha of Samhwasa Temple, Donghae)                              | 강원 동해시 무릉로 584, 삼화사 (삼화동)                            | 삼화사         | 1998년 12월 18일 지정                            |      |

### 1999년 지정
| 번호     | 사진 | 명칭 | 소재지                                                             | 관리자 (단체)  | 지정일                                                          | 참조 |
| 569-24호 |      | 안중근의사유묵-천여불수반수기앙이 (安重根義士遺墨 - 天與不受反受其殃耳) (Calligraphy by An Jung-geun)            | 제주 제주시                                                        | 김화자         | 1999년 12월 15일 지정                                           |      |
| 1293호   |      | 공주 계룡산 중악단 (公州 鷄龍山 中嶽壇) (Jungakdan Shrine in Gyeryongsan Mountain, Gongju)                       | 충남 공주시 계룡면 양화리 산8                                      | 신원사         | 1999년 3월 2일 지정                                             |      |
| 1294호   |      | 이제개국공신교서 (李濟開國功臣敎書) (Royal Certificate of Meritorious Subject Issued to Yi Je)                   | 경남 산청군 단성면 지리산대로2897번길 23 (남사리)                  | 이석기         | 1999년 6월 19일 지정, 2018년 6월 27일 해제, 국보 제324호로 승격 |      |
| 1295호   |      | 괴산 각연사 통일대사탑비 (槐山 覺淵寺 通一大師塔碑) (Stele for Buddhist Monk Tongil at Gagyeonsa Temple, Goesan) | 충북 괴산군 칠성면 각연길 451 (태성리)                             | 각연사         | 1999년 6월 23일 지정, 2010년 12월 27일 명칭변경                 |      |
| 1296호   |      | 제천 신륵사 삼층석탑 (堤川 神勒寺 三層石塔) (Three-story Stone Pagoda of Silleuksa Temple, Jecheon)              | 충북 제천시 덕산면 월악산로4길 180 (월악리)                        | 신륵사         | 1999년 6월 23일 지정, 2010년 12월 27일 명칭변경                 |      |
| 1297호   |      | 선종영가집 (禪宗永嘉集) (Seonjong yeonggajip (Essence of Zen Buddhism))                                          | 서울 종로구 새문안로 55, 서울역사박물관 (신문로2가,서울역사박물관) | 서울역사박물관 | 1999년 12월 15일 지정                                           |      |
| 1298호   |      | 조영복초상 (趙榮福 肖像) (Portrait of Jo Yeong-bok)                                                              | 경기 용인시 기흥구 상갈로 6, 경기도박물관 (상갈동)                 | 경기도박물관   | 1999년 12월 15일 지정                                           |      |

## 참고자료
- 문화재청 - 문화재 검색